# 眠狂四郎
眠狂四郎（ねむり きょうしろう）は、柴田錬三郎の剣豪小説シリーズ、その主人公の剣客。1956年から『週刊新潮』に『眠狂四郎無頼控』として連載開始し、五味康祐『柳生武芸帳』と並んで剣豪ブームを巻き起こし、たびたび映画化、テレビドラマ化、舞台化された。
『大菩薩峠』（中里介山著）の主人公机竜之助に端を発するニヒル剣士の系譜と、柴田の作風を貫くダンディズムが融合した複雑な造形がなされている。転びバテレンと日本人の混血という生い立ちによる虚無感と、平然と人を斬り捨てる残虐性を持ち、豊臣秀頼佩刀と伝わる愛刀「無想正宗」を帯び「円月殺法」という剣術を用いる。映画評論家の佐藤忠男が指摘するように歌舞伎の伝統では恋愛するのは二枚目で、立役は恋愛しないことになっているのが西洋の騎士道と違うところで、このシリーズは明らかにその伝統を破っている。

## 小説

### 執筆と人気
昭和30年代の週刊誌ブームの先駆けとして、1956年に『週刊新潮』が創刊され、創刊号からは谷崎潤一郎「鴨東綺譚」、大佛次郎「おかしな奴」、五味康祐「柳生武芸帳」の3本が連載された。しかし「鴨東綺譚」はモデルの女性から抗議されたことで連載中止となり、代わりにこの年の芥川賞を受賞していた石原慎太郎「月蝕」を掲載した。続いて編集長の斎藤十一は柴田錬三郎を訪れ、柴田が過去に大衆小説評で「こんなものが大衆小説なら、いつでも束にして書いてみせる」と述べていたことに触れて時代小説の連載を依頼し、さらに1回ずつの読切で20話、主人公は腕の立つ剣客という注文をつけた。柴田は1951年に直木賞を受賞したのちは、1954年に初の長編時代小説「江戸群盗伝」連載、1956年に塚原卜伝の修行時代を題材にした「一の太刀」などを執筆しており、『週刊新潮』1956年5月8日号に『眠狂四郎無頼控』の第一話「雛の首」を掲載した。この眠狂四郎は中里介山『大菩薩峠』の主人公机竜之助を念頭に考案した、混血の出生やニヒリストの自虐を持つ人物像だったが、読者からの手紙が殺到し、編集部から20回でなく当面書き続けて欲しいと要望され、1958年5月まで100話を連載、1959年1月から7月に続30話が連載された。
柴田は執筆に際して、それまでの時代小説の主人公が「求道精神主義者か、しからずんば正義派であった」ことの逆を取ろうとし、陰惨な生誕をもつニヒリストで、「眠狂四郎が、剣を修行したのも、剣を抜くのも、従来の求道精神的図式の埒外」「近代人の所有する自虐精神から生まれたもの」としている。「眠狂四郎」の人気の理由について遠藤周作は、従来の大衆小説の要素に加えて、スピード感と、ドンデン返しのある刺激的な構成、サディズムとマゾヒズムの加味されたエロティシズムを挙げ、「虚無も孤独も悉く運命感と宿命感とを背負わされている」ことの魅力だと述べている。狂四郎の性格や状況には現代にも通じるところがあり、それは『主水血笑録』などでも踏襲されているが、当時の権力闘争の枠の中で伝奇小説的な空想力の発揮には限界があり、その点では『赤い影法師』にいたって「各種各様の剣豪小説を一篇に集大成したようなおもしろさをみせている」とも評されている。また柴田は1976年のエッセイ『地べたから物申す』では、眠狂四郎を「徹底的な悪党にするほぞをきめて、書きはじめた」が、「眠狂四郎が、女を犯さなくなり、分別くさい傾向を示していることに、嫌悪をおぼえているのである」とも述べている。
狂四郎の人物像は、1953年に書いた短編「カステラ東安」の混血で虚無的、冷酷非情な主人公がモデルであり、また『江戸群盗伝』の主人公梅津長門も陰鬱な容貌、黒羽二重の着流し、絶妙な剣の使い手という共通点がある。
箱根の塔ノ沢にある、柴田が眠狂四郎を執筆した旅館には、「眠狂四郎御定宿」という木札が掲げられている。

### ストーリー
江戸時代の将軍徳川家斉の頃、狂四郎は祖父の大目付松平主水正の長女千津が、オランダ医師で転びバテレンのジュアン・ヘルナンドに犯されて生まれた。15歳で母千津と死別し、剣法修行に励み、20歳の時に出自の究明のため長崎へ行く。その帰途に船が嵐にあって孤島に泳ぎ着き、そこで出会った老剣客に1年あまり学んで円月殺法を編み出し、島を去る時に老剣客より極意秘伝書がわりに無想正宗を与えられた。『独歩行』の中で、円月殺法は「剣は、敵の闘魂を奪う働きを示す」「敵をして、空白の眠りに陥らしめる殺法」という催眠剣法として説明されている。
老中水野忠邦の側頭役武部仙十郎に雇われ、忠邦による幕政改革（天保の改革）を妨げる水野忠成をはじめとする勢力との暗闘の渦中にあって、次々と敵方の隠密らを斃してゆく。『独歩行』では、徳川家康直属の忍者集団であった風魔一族の末裔が幕府転覆を図る陰謀を、武部の依頼で狂四郎が阻止する。『殺法帖』では佐渡金山に関わる不正を調べに赴き、加賀の豪商銭屋五兵衛による密貿易の秘密を暴きだす。『無情控』は、大阪落城の際に運び出された太閤の御用金を探しに来日した安南の日本人町の人々に加担することになり、様々な勢力との暗闘に飛び込んでいく。『異端状』では、飢餓に苦しむ秋田藩による密貿易に関わって南支那海に現れる。

### 出版リスト
- 『眠狂四郎無頼控』（1-7）新潮社 1956-58年（新潮文庫(1-6) 1960-65年）、文庫は各・改版
- 『眠狂四郎無頼控 続三十話』新潮社 1959年（新潮文庫版『無頼控(6)』）
- 『眠狂四郎独歩行』（前後編）新潮社 1961年（新潮文庫 1968年）
- 『眠狂四郎殺法帖』（前後編）新潮社 1963年（新潮文庫 1970年）
- 『眠狂四郎孤剣五十三次』（前後編）新潮社 1967年（新潮文庫 1978年）
- 『眠狂四郎虚無日誌』新潮社 1969年（新潮文庫 1979年）
- 『眠狂四郎京洛勝負帖 蝦夷館の決戦』広済堂出版 1969年（新潮文庫 1991年）

（短編集、「眠狂四郎京洛勝負帖」「消えた兇器」「花嫁首」「悪女仇討」「狐と僧と浪人」「のぞきからくり」「武蔵・弁慶・狂四郎（エッセイ）」収録）
- 『眠狂四郎無情控』新潮社 1972年（新潮文庫 1981年）
- 『眠狂四郎異端状』新潮社 1975年（新潮文庫 1982年）
- 『邪法剣』新潮文庫 1985年（「贋者助太刀・眠狂四郎市井譚の内」「義理人情記・眠狂四郎市井譚の内」収録）
- 『新篇 眠狂四郎京洛勝負帖』集英社文庫、2006年

（『京洛勝負帖』『邪法剣』、エッセイ「眠狂四郎の生誕」「わが小説Ⅱ「眠狂四郎無頼控」」収録）
- その他
  - 柴田錬三郎の小説『うろつき夜太』( 集英社 1974)には、眠狂四郎が登場(登場人物紹介のページには特別出演と紹介されている。)

## 映像化作品
小説が連載開始した1956年に鶴田浩二主演で3本が制作されたが、ニヒルさに欠け、殺陣がうまくなく、円月殺法も小手先で刀を回すだけで評判は良くなかったが、3作目で戸上城太郎が敵役となって殺陣は体裁が整った。1957年に江見渉がテレビ局に企画を持ち込んでドラマ化された。円月殺法では音無しの構えをモデルにして、原作では刀を右に振るのだが、それでは絵にならないと左から振る形で演じた。
1963年から市川雷蔵による映画シリーズが制作される。当初は興行成績も良くなかったが、第4作『眠狂四郎女妖剣』がヒットし、本格的にシリーズ化した。「凛とした気品と清洌さ、そして何よりも内面からにじみ出る知性で、現代的感覚を持った狂四郎を演じきった」と評される。1967年に平幹二朗主演でドラマ化、「長身痩躯のスゴみのある狂四郎を見せた」とされ、殺陣師の湯浅謙太郎が、円月殺法は下段ではキマらないので、長身を生かして上段で刀を振らせた。1972年に田村正和主演でテレビドラマ化、舞台でも演じた。円月殺法はストロボ撮影を使い、片膝をついて刀を右にはね上げる型で演じており、柴田錬三郎はこの田村を気に入っていた。1982年に片岡孝夫でテレビドラマ化、円月殺法はビデオ撮影と合成で、「深紅の大空に無数の蝶が舞う幻想催眠の中で相手を切る」として描かれた。

### 映画

#### 鶴田浩二版
鶴田浩二主演のシリーズ（1956年 - 1958年）：東宝京都製作。全3作。
1. 眠狂四郎無頼控（1956年公開）
監督：日高繁明、脚本：小国英雄
※『空の大怪獣 ラドン』（監督：本多猪四郎、脚本：村田武雄・木村武）との同時上映。
2. 眠狂四郎無頼控 第二話 円月殺法（1957年公開）
監督：日高繁明、脚本：小国英雄、日高繁明
3. 眠狂四郎無頼控 魔剣地獄（1958年公開）
監督：川西正純、脚本：川西正純、木村武

#### 市川雷蔵版
市川雷蔵主演のシリーズ（1963年 - 1969年）：大映京都製作。全12作。映画化作品としては他のシリーズ作品よりも圧倒的に多く、雷蔵の代名詞となる当たり役だった。
1. 眠狂四郎殺法帖（1963年11月2日公開）
監督：田中徳三、脚本：星川清司、音楽：小杉太一郎
出演：中村玉緒、城健三朗、小林勝彦、真城千都世、他
2. 眠狂四郎勝負（1964年1月9日公開）
監督：三隅研次、脚本：星川清司、音楽：斎藤一郎
出演：藤村志保、高田美和、久保菜穂子、加藤嘉、須賀不二男、他
3. 眠狂四郎円月斬り（1964年5月23日公開）
監督：安田公義、脚本：星川清司、音楽：斎藤一郎
出演：浜田ゆう子、丸井太郎、成田純一郎、毛利郁子、他
4. 眠狂四郎女妖剣（1964年10月17日公開） - 本作における狂四郎の円月殺法のシーンで初めてストロボ撮影が用いられ、以後象徴的に採り入れられた。 
監督：池広一夫、脚本：星川清司、音楽：斎藤一郎
出演：藤村志保、久保菜穂子、城健三朗、春川ますみ、根岸明美、毛利郁子、他
5. 眠狂四郎炎情剣（1965年1月13日公開）
監督：三隅研次、脚本：星川清司、音楽：斎藤一郎
出演：中村玉緒、姿美千子、島田竜三、西村晃、中原早苗、他
6. 眠狂四郎魔性剣（1965年5月1日公開）
監督：安田公義、脚本：星川清司、音楽：斎藤一郎
出演：嵯峨三智子、長谷川待子、須賀不二男、明星雅子、稲葉義男、他
7. 眠狂四郎多情剣（1966年3月12日公開）
監督：井上昭、脚本：星川清司、音楽：伊福部昭
出演：水谷良重、中谷一郎、五味龍太郎、毛利郁子、田村寿子、他
8. 眠狂四郎無頼剣（1966年11月9日公開）
監督：三隅研次、脚本：伊藤大輔、音楽：伊福部昭
出演：天知茂、藤村志保、工藤堅太郎、島田竜三、遠藤辰雄、他
9. 眠狂四郎無頼控 魔性の肌（1967年7月15日公開）
監督：池広一夫、脚本：高岩肇、音楽：渡辺岳夫
出演：鰐淵晴子、成田三樹夫、久保菜穂子、金子信雄、遠藤辰雄、他
10. 眠狂四郎女地獄（1968年1月13日公開）
監督：田中徳三、脚本：高岩肇、音楽：渡辺岳夫
出演：高田美和、田村高廣、水谷良重、小沢栄太郎、伊藤雄之助、渚まゆみ、他
11. 眠狂四郎人肌蜘蛛（1968年5月1日公開）[10]
監督：安田公義、脚本：星川清司、音楽：渡辺宙明
出演：緑魔子、三条魔子、川津祐介、渡辺文雄、寺田農、他
12. 眠狂四郎悪女狩り（1969年1月11日公開）
監督：池広一夫、脚本：高岩肇、宮川一郎、音楽：渡辺岳夫
出演：藤村志保、江原真二郎、久保菜穂子、松尾嘉代、小池朝雄、朝丘雪路、他

#### 松方弘樹版
松方弘樹主演の作品（1969年）：大映京都製作。全2作。雷蔵の死後に製作された後継シリーズで、東映から松方をレンタル移籍させ、シリーズ継続を図ったがヒットには至らなかった。
1. 眠狂四郎円月殺法
監督：森一生、脚本：高田宏治、高橋稔
2. 眠狂四郎 卍斬り
監督：池広一夫、脚本：依田義賢 　
狂四郎を襲う混血の虚無僧役で、数年後にTV版狂四郎で当たり役となった田村正和が出演。

### テレビドラマ
- 眠狂四郎無頼控（1957年）
日本テレビ製作。江見渉（江見俊太郎）主演。
- 眠狂四郎（1961年）
日本テレビ製作。江見渉（江見俊太郎）主演。
- 眠狂四郎（1967年）
フジテレビ製作。平幹二朗主演。
- 眠狂四郎（1972年 - 1973年）
関西テレビ・東映製作。全26話。田村正和主演。
1990年代に4作品のTVスペシャルドラマがある（ただしこのドラマ版はテレビ朝日製作）。
- 眠狂四郎円月殺法（1982年 - 1983年）
テレビ東京・歌舞伎座テレビ製作。全19話。片岡孝夫（現・片岡仁左衛門）主演。
- 眠狂四郎無頼控（1983年）
テレビ東京・歌舞伎座テレビ製作。全22話。片岡孝夫（現・片岡仁左衛門）主演。
- 眠狂四郎 The Final（2018年）
フジテレビ・東映製作。田村正和にとっても生涯最後の主演作品となった。
テレビ朝日製作のスペシャル版第4作目以来20年ぶりに放送制作。フジテレビ系列では45年ぶりに映像化。

### 舞台
- 『眠狂四郎勝負』大阪新歌舞伎座、1966年、市川雷蔵主演
- 『眠狂四郎無頼控』明治座、1973年、各・田村正和主演
  - 『眠狂四郎〜クルスの母の子守唄』大阪新歌舞伎座、1981年
- 『眠狂四郎無頼控』明治座、1976年、林与一主演
- 『眠狂四郎』大阪新歌舞伎座、1988年、片岡孝夫主演
- 『眠狂四郎』大阪新歌舞伎座・御園座、1994年、杉良太郎主演
- 『眠狂四郎 円月無頼帖』京都南座・名古屋中日劇場、2000年-2001年、舟木一夫主演
- 『眠狂四郎無頼控（NEMURI×GACKT PROJECT）』 2010年5月-2011年2月、GACKT主演

### 漫画
- 眠狂四郎
漫画は柳川喜弘。新潮社の『週刊コミックバンチ』に2001年創刊1号から2003年43号まで連載された。単行本は同社「バンチコミック」全10巻が刊行された。
- からふね 眠狂四郎異聞
漫画（およびシナリオ）は崗田屋愉一。集英社の隔月誌『グランドジャンプPREMIUM』に2017年3月号から2018年11月号まで連載。株式会社LDHの映画企画とのタイアップとして開始された。企画が頓挫した後の3話以降、それまでの「原案 柴田錬三郎」からクレジットが「原作 柴田錬三郎」に変更されている。

### パチンコ
- CR眠狂四郎（2012年）：ニューギン、実写演出に細川茂樹、菊地美香が出演。オリジナルとなるドラマや映画は存在せず、実写映像も含めてパチンコオリジナルで製作されたものである。

## 関連文献
- 『RAIZO「眠狂四郎」の世界』〈歴史読本1994年11月特別増刊号〉、新人物往来社、市川雷蔵没後25年記念出版